# Consejería y psicoterapia
Consejería y psicoterapia es un libro escrito por el psicólogo estadounidense Carl Rogers.
Publicado por primera vez en 1942, plantea un enfoque revolucionario en orientación y psicoterapia, en el cual establece la "no-directividad" como actitud fundamental del orientador o psicoterapeuta en la relación con el cliente.

## Fundamentación teórica
La hipótesis básica de Rogers es que:
"La orientación psicológica es una relación estructurada y permisiva que permite al cliente comprenderse mejor a sí mismo de tal manera que pueda ir dando pasos positivos a la luz del nuevo enfoque que quiere dar a su vida; de esta hipótesis se deriva que todas las técnicas empleadas tienen como finalidad el desarrollo de un tipo de relación libre y permisiva, la comprensión de uno mismo durante el proceso terapéutico y fuera de él y la tendencia hacia una acción positiva por propia iniciativa" (Rogers, 1942/1978: 30).

## Influencias
Rogers explica que su enfoque tuvo como base su experiencia en el campo de la orientación infantil y de adultos, reconociendo la influencia recibida por
1. el pensamiento de Otto Rank, modificado por Taft, Allen y Robinson en lo que fue llamado "terapia de relación".
2. El psicoanálisis freudiano, con sus procedimientos terapéuticos.
3. La terapia de juego.
4. La experimentación incipiente en el campo de la terapia de grupos.
5. Y por su puesto la experiencia práctica desarrollada a partir del ejercicio clínico en gabinetes, colegios o instituciones reconoce haber sido fundamental para el desarrollo de esta propuesta.

"Este nuevo enfoque difiere del anterior en que tiene una meta distinta. Tiene como finalidad directa la adquisición de una mayor independencia e integración personales en vez de esperar que surjan los resultados si el orientador ayuda a resolver el problema. El foco de atención se centra en la persona, no en el problema. Su finalidad no consiste en resolver un problema concreto, sino en ayudar al individuo a crecer, para que pueda enfrentarse con el problema actual y con los que surjan posteriormente de la manera más coherente" (Rogers, 1942/1978: 38).

## Características
Su enfoque se caracteriza, porque:
1. "En primer lugar, se apoya fundamentalmente en la tendencia de toda persona al crecimiento, la salud y la adaptación. La terapia no consiste en hacer algo al individuo, o en convencerle para que haga algo él mismo. Es más bien una tarea de liberación para que crezca y se desarrolle, de quitarle obstáculos para que pueda avanzar de nuevo" (Rogers, 1942/1978: 38).
2. En segundo lugar, afirma Rogers que el enfoque propuesto concede mayor atención a los "elementos emocionales" que a los intelectuales.
3. "En tercer lugar, este nuevo método terapéutico concede una importancia mayor a la situación inmediata que al pasado de un sujeto" (Rogers, 1942/1978: 39).
4. Y como cuarta característica de este nuevo enfoque, Rogers plantea que "por primera vez se destaca que la relación terapéutica es en sí misma una experiencia de crecimiento. En todos los otros enfoques mencionados se espera del sujeto que madure, cambia y tome mejores decisiones después de terminar su hora de consulta. En esta nueva práctica, el contacto con el terapeuta es en sí misma una experiencia madurativa. Aquí la persona aprende a comprenderse a sí misma, a tomar decisiones importantes independientemente, a relacionarse satisfactoriamente con los demás de una manera más adulta [...] Ciertamente este tipo de terapia no es una preparación para el cambio, es ya cambio" (Rogers, 1942/1978: 39).